# Malta op de Olympische Zomerspelen 2008
Malta nam deel aan de Olympische Zomerspelen 2008 in Peking, China.
Malta debuteerde op de Zomerspelen in 1928 en deed in 2008 voor de veertiende keer mee. Net als bij de dertien voorgaande deelnames won Malta geen medaille.

## Deelnemers en resultaten
De deelnemers bij het judo en de schietsport namen deel op uitnodiging van de Olympische tripartitecommissie.

### Atletiek
| Olympiër         | Discipline | Resultaat | Prestatie              |
| ---------------- | ---------- | --------- | ---------------------- |
| Nicolai Portelli | 200m (m)   | 59e       | serie 4: 8ste in 22,31 |
|                  |            |           |                        |
| Charlene Attard  | 100m (v)   | 57e       | serie 10: 6de in 12,20 |

### Judo
| Olympiër       | Discipline | Resultaat | Prestatie                             |
| -------------- | ---------- | --------- | ------------------------------------- |
| Marcon Bezzina | -63kg (v)  | 18e       | 1ste ronde: V van ALG Saidi: waza-ari |

### Schietsport
| Olympiër         | Discipline     | Resultaat | Prestatie                                    |
| ---------------- | -------------- | --------- | -------------------------------------------- |
| William Chetcuti | dubbeltrap (m) | 8e        | kwalificatie: 8ste met 136 punten (47-45-44) |

### Zwemmen
| Olympiër         | Discipline           | Resultaat | Prestatie                   |
| ---------------- | -------------------- | --------- | --------------------------- |
| Ryan Gambin      | 100m vlinderslag (m) | 48e       | serie 4: 6de in 53,70 (NR)  |
|                  |                      |           |                             |
| Madeleine Scerri | 100m vrije slag (v)  | 45e       | serie 1: 1ste in 57,97 (NR) |

Afghanistan · Albanië · Algerije · Amerikaanse Maagdeneilanden · Amerikaans-Samoa · Andorra · Angola · Antigua en Barbuda · Argentinië · Armenië · Aruba · Australië · Azerbeidzjan · Bahama's · Bahrein · Bangladesh · Barbados · België · Belize · Benin · Bermuda · Bhutan · Bolivia · Bosnië en Herzegovina · Botswana · Brazilië · Britse Maagdeneilanden · Bulgarije · Burkina Faso · Burundi · Cambodja · Canada · Centraal-Afrikaanse Republiek · Chili · China · Chinees Taipei · Colombia · Comoren · Congo-Brazzaville · Congo-Kinshasa · Cookeilanden · Costa Rica · Cuba · Cyprus · Denemarken · Djibouti · Dominica · Dominicaanse Republiek · Duitsland · Ecuador · Egypte · El Salvador · Equatoriaal-Guinea · Eritrea · Estland · Ethiopië · Fiji · Filipijnen · Finland · Frankrijk · Gabon · Gambia · Georgië · Ghana · Grenada · Griekenland · Groot-Brittannië · Guam · Guatemala · Guinee · Guinee‑Bissau · Guyana · Haïti · Honduras · Hongarije · Hongkong · Ierland · IJsland · India · Indonesië · Irak · Iran · Israël · Italië · Ivoorkust · Jamaica · Japan · Jemen · Jordanië · Kaaimaneilanden · Kaapverdië · Kameroen · Kazachstan · Kenia · Kirgizië · Kiribati · Koeweit · Kroatië · Laos · Lesotho · Letland · Libanon · Liberia · Libië · Liechtenstein · Litouwen · Luxemburg · Macedonië · Madagaskar · Malawi · Malediven · Maleisië · Mali · Malta · Marshalleilanden · Marokko · Mauritanië · Mauritius · Mexico · Micronesië · Moldavië · Monaco · Mongolië · Montenegro · Mozambique · Myanmar · Namibië · Nauru · Nederland · Nederlandse Antillen · Nepal · Nicaragua · Nieuw-Zeeland · Niger · Nigeria · Noord-Korea · Noorwegen · Oeganda · Oekraïne · Oezbekistan · Oman · Oostenrijk · Oost‑Timor · Pakistan · Palau · Palestina · Panama · Papoea-Nieuw-Guinea · Paraguay · Peru · Polen · Portugal · Puerto Rico · Qatar · Roemenië · Rusland · Rwanda · Saint Kitts en Nevis · Saint Lucia · Saint Vincent en Grenadines · Salomonseilanden · Samoa · San Marino · Sao Tomé en Principe · Saoedi-Arabië · Senegal · Servië · Seychellen · Sierra Leone · Singapore · Slovenië · Slowakije · Soedan · Somalië · Spanje · Sri Lanka · Suriname · Swaziland · Syrië · Tadzjikistan · Tanzania · Thailand · Togo · Tonga · Trinidad en Tobago · Tsjaad · Tsjechië · Tunesië · Turkije · Turkmenistan · Tuvalu · Uruguay · Vanuatu · Venezuela · Verenigde Arabische Emiraten · Verenigde Staten · Vietnam · Wit-Rusland · Zambia · Zimbabwe · Zuid-Afrika · Zuid-Korea · Zweden · Zwitserland
Uitgesloten van deelname: Brunei